# Антоненко Василь Мефодійович
Василь Мефодійович Антоненко (22 квітня 1899, село Огульці, Валківський повіт, Харківська губернія, Російська імперія — 22 березня 1966, там же, Валківський район, Харківська область, Українська РСР, СРСР) — радянський діяч колгоспного руху, голова Огульцівської сільської ради з 1938 по 1963 рік. Учасник Німецько-радянської війни. Один з ініціаторів відкриття Огульчанського історико-художнього музею імені Т. Г. Шевченка.

## Життєпис
Василь Антоненко народився в селі Огульці Валківського повіту Харківської губернії 22 квітня 1899 року. У 1911 році закінчив місцеву церковнопарафіяльну школу. У радянську епоху брав активну участь у колгоспному русі, був одним з його організаторів у рідному селі. Краєзнавець Іван Лисенко називає його основоположником колгоспу «День врожаю».
З 1923 року і до самої смерті незмінно входив до складу Огульцівської сільської ради, з 1938 по 1963 рік очолював її. З 1941 року брав участь у Німецько-радянської війни, був поранений в руку біля містечка Михайлівка під Сталінград. Після одужання працював комірником і завідувачем складу 71-ї польової хлібопекарні 270-ї стрілецької дивізії. Одночасно був парторгом, мав військове звання старшого сержанта інтендантської служби. За «зразкове виконання бойових завдань і проявлені при цьому доблесть і мужність» був нагороджений медаллю «За бойові заслуги» (28 жовтня 1943) і орденом Червоної Зірки (9 травня 1945).
За даними Івана Лисенка, Василя Антоненка пов'язувало близьке знайомство з місцевим поетом Олександром Коржем; при цьому він був причетний до арешту Коржа в 1950 році. Антоненко характеризувався як людина «фанатично віддана комуністичній системі». Був членом КПРС, на момент смерті був найстарішим комуністом села.
Був одним з ініціаторів відкриття Огульчанського історико-художнього музею імені Т. Г. Шевченка, входив до складу комітету з організації музею. Бувши вже смертельно хворим, написав листа на підтримку відкриття музею, який адресував редакції районної газети «Колгоспник Валківщини». Лист не був відправлений через смерть Василя Мефодійовича, він помер 22 березня 1966 року в рідному селі. Наступного року музей був відкритий, в ньому на почесному місці були виставлені портрет Антоненка, його особисті речі, нагороди та книги.
Син Микола (1922—1944) був моряком-підводником, загинув під час Німецько-радянської війни в Мурманську.

## Вибрані публікації
Василь Антоненко регулярно публікував у районній газеті «Колгоспник Валківщини» статті на краєзнавчу тематику:
- Минуле і сучасне села Огульці / / Колгоспник Валківщини. — 1956. — 7 листопада
- Село Огульці розквітає / / Колгоспник Валківщини. — 1958. — 21 травня
- Село стало красивішим / / Колгоспник Валківщини. — 1959. — 1 березня